# Kar-a-sutra
La Kar-a-sutra è un concetto di disegno industriale applicato a un'automobile, realizzato nel 1972 da Mario Bellini in collaborazione con l'azienda italiana di arredamento Cassina. La concept car, realizzata su autotelaio "SM", in collaborazione con Citroën e Pirelli, è stata esposta al MoMA di New York durante la grande mostra dedicata al design italiano tenutosi proprio nel 1972 e denominata Italy: the New Domestic Landscape; si tratta infatti di una delle proposte di Bellini in risposta all'invito ricevuto dal museo stesso. Si tratta di un concetto automobilistico che ha notevolmente influenzato la futura industria automobilistica degli anni a seguire; si può infatti definire il precursore delle moderne monovolume.

## Contesto
Se alla mostra, allestita per evidenziare L'Italian Style (che si contrapponeva all'International Style del resto del mondo), prevalevano le due tendenze imperanti del design italiano, da una parte il design radicale (definito anche Controdesign) e dall'altra il razionalismo italiano applicato alla progettazione; Bellini, con questa creazione era decisamente vicino a quest'ultima tendenza, di natura strettamente progettuale, figlia dell'architettura e influenzata dall'ormai lontana Bauhaus.
In un periodo dove le automobili erano perlopiù influenzate da concetti irrazionali come la potenza dei motori e la velocità, trasmessi sempre più dalle stesse linee delle carrozzerie delle vetture, anche a discapito di necessità razionali come più fra tutte l'abitabilità interna; Bellini propone un concetto di vettura estremamente razionale, ma non per questo priva di eccentricità e personalità, volto a massimizzare l'abitabilità e la funzionalità. Lasciandosi influenzare anche dalle metodologie progettuali di Le Corbusier, Bellini propone un'auto del tutto anticonvenzionale, con molteplici soluzioni che richiamano perfino il lontano De Stijl. Oltre che al successo riscontrato al MoMA la vettura viene premiata con il Premio Bolaffi Arte Design  nel 1973.

## Descrizione
Si tratta di un veicolo con carrozzeria di tipo monovolume estremamente orientato all'abitabilità interna, ma anche alla comunicabilità fra i passeggeri, sia fra di loro (gli spazi sono strutturati al fine di facilitare la conversazione fra tutti i componenti) sia col mondo esterno; è caratterizzata infatti da ampie vetrate per tenere i passeggeri in costante contatto col mondo. Sebbene in Italia, Stati Uniti e nel resto del mondo le monovolume avevano già fatto la loro apparizione in forma diversa, come L'ALFA 40-60 HP Castagna Aerodinamica del 1913, la Fiat 600 Multipla del 1956, non era ancora ottimale la proporzione fra stile e spazio.
Negli anni sessanta/settanta, inoltre, soprattutto negli Stati Uniti le station wagon si erano affermate con estremo successo, e la Kar-a-sutra è l'evoluzione diretta proprio di queste. Inventando un nuovo concetto di veicolo con carrozzeria monovolume, che poi darà vita alle moderne vetture dei tempi contemporanei, il concetto di Bellini, tra le altre cose, va a compensare quel che mancava alle station wagon, ovvero maggiore abitabilità degli spazi, più altezza e più capienza di passeggeri.
L'interno, completamente ricoperto da ampie cuscinerie, avrebbe permesso infatti agli occupanti di posizionarsi nell'auto con la massima libertà.

### Stile
Dalle forme estremamente squadrate, prive di raccordi, se non minimi, la Kar-a-Sutra è una grande vettura (soprattutto nel contesto in cui si trovava) caratterizzata da un abitacolo estremamente spazioso e luminoso, nonché leggero, le cui parti strutturali sono minime, per far posto ad ampi spazi luce. Il frontale, molto spiovente, dona dinamicità all'auto che altrimenti risulterebbe molto pesante. Una decorazione, formata da diverse linee longitudinali, percorre tutta la lunghezza dell'auto per alleggerire e dare una sensazione di continuità e razionalità alla vettura, ma anche aumentarne la dinamicità della forma. Il frontale, caratterizzato da una calandra unica molto inclinata verso l'indietro, accoglie due semplici proiettori circolari inglobati in una cornice quadrata.

### Struttura
La vettura presenta diverse soluzioni, molte delle quali verranno riprese in modo estremamente fedele dalla Espace e da tutte le monovolume moderne degli anni ottanta, novanta e a seguire.
La struttura consiste in un grande montante centrale e uno posto in corrispondenza del passa-ruota anteriore, per lasciare il resto del corpo vettura completamente vetrato; anche il tetto è in parte vetrato, un largo traverso percorre tutta la lunghezza del tetto stesso per dare rigidità al veicolo. La vettura è caratterizzata da un unico finestrino posteriore molto grande. La parte posteriore, quasi completamente verticale è dotata di un portellone a tutta grandezza con apertura a filo. Il pianale della vettura è completamente liscio, soluzione fondamentale che segnerà una completa libertà di modularità e abitabilità interna delle moderne monovolume.